# Archibald
Az Archibald germán eredetű férfinév, jelentése: valódi, igaz + merész.

## Gyakorisága
Az 1990-es években szórványosan fordult elő, a 2000-es években nem szerepel a 100 leggyakoribb férfinév között.

## Névnapok
- március 27.[2]

## Híres Archibaldok
- John Archibald Wheeler
- Archibald Johnston
- Archibald Prize
- Dr. Archibald Keightley
- Archibald MacLeish
- Archibald Vivian Hill
- Archibald Wayne Dingman
- Archibald McNeil Davis
- Archibald Raymond Clare
- Archibald Menzies
- Archibald Henderson